# Sindpd Futsal
O Sindpd Futsal, ou simplesmente Sindpd é um clube brasileiro da modalidade de futebol de salão, da zona norte da cidade de São Paulo. Suas cores são o azul e branco. Atualmente disputa o Campeonato Paulista de Futebol de Salão AMF da primeira divisão principal, masculino e feminino.

## História
A equipe é oriunda do Sindicato dos Trabalhadores em Processamento de Dados e Tecnologia da Informação, entidade fundada em 14 de agosto de 1984, que possui aproximadamente 42 mil associados;   que rege administrativamente e financeiramente a agremiação. De início, a equipe era amadora e servia apenas como uma atividade recreativa para funcionários e associados da instituição.  A profissionalização veio apenas posteriormente, fato viabilizado pelo grande poderio econômico alcançado pelo Sindicato e do crescimento do futebol de salão (AMF) no Estado de São Paulo. A coordenadoria de esportes do Sindpd ainda apoia e realiza campeonatos internos de futsal entre seus associados com mais de quarenta equipes anualmente.
Atualmente mantém as equipes principais: masculina e feminina na disputa do Campeonato Paulista de Futebol de Salão e outras competições realizadas pela Associação Paulista de Futebol de Salão.
O Sindpd incentiva e fortalece o esporte brasileiro; é um grande colaborador e incentivador das seleções brasileiras, masculina e feminina da Confederação Nacional de Futebol de Salão.

## Participações internacionais
Em 2012, teve três atletas campeãs na Venezuela no Pré-Mundial, pela Seleção Brasileira, a artilheira Natália Mônaco, a goleira Maat Krishina e a atleta Aliane Barros.  Em 2013, foram cinco atletas, convocadas para o II Mundial Feminino de Futebol de Salão na Colômbia, as atletas: Aliane Barros, Flávia Fogaça, Maat Krishina, Natália Ribeiro e Suzana Silva. Fizeram parte da comissão técnica da Seleção Brasileira, Ronaldo Leite e Gilson Fogaça, ambos da Sindpd.
Em 2013, o Sindpd teve quatro atletas convocados pela Seleção Brasileira e medalhados nos Jogos Mundiais, são eles: Wesley Tú, Wagner Nunes, Marcelo Galo e Julio Cesar Feitosa. O chefe da delegação da Seleção Brasileira foi o diretor de esportes da Sindpd, Elcio Carlos Borba.
Em setembro, a equipe trouxe mais dois reforços para a disputa do Sul-Americano de Clubes, na Argentina;   os medalhistas brasileiros Gabriel Smith, vindo do AER Campo Belo e por empréstimo o atleta Thiago Negri do Bucaramanga FSC da Colômbia.
Em 2014, o Sindpd representou novamente o Brasil no Campeonato Sul-Americano de Clubes, em Assunção no Paraguai.

## Títulos

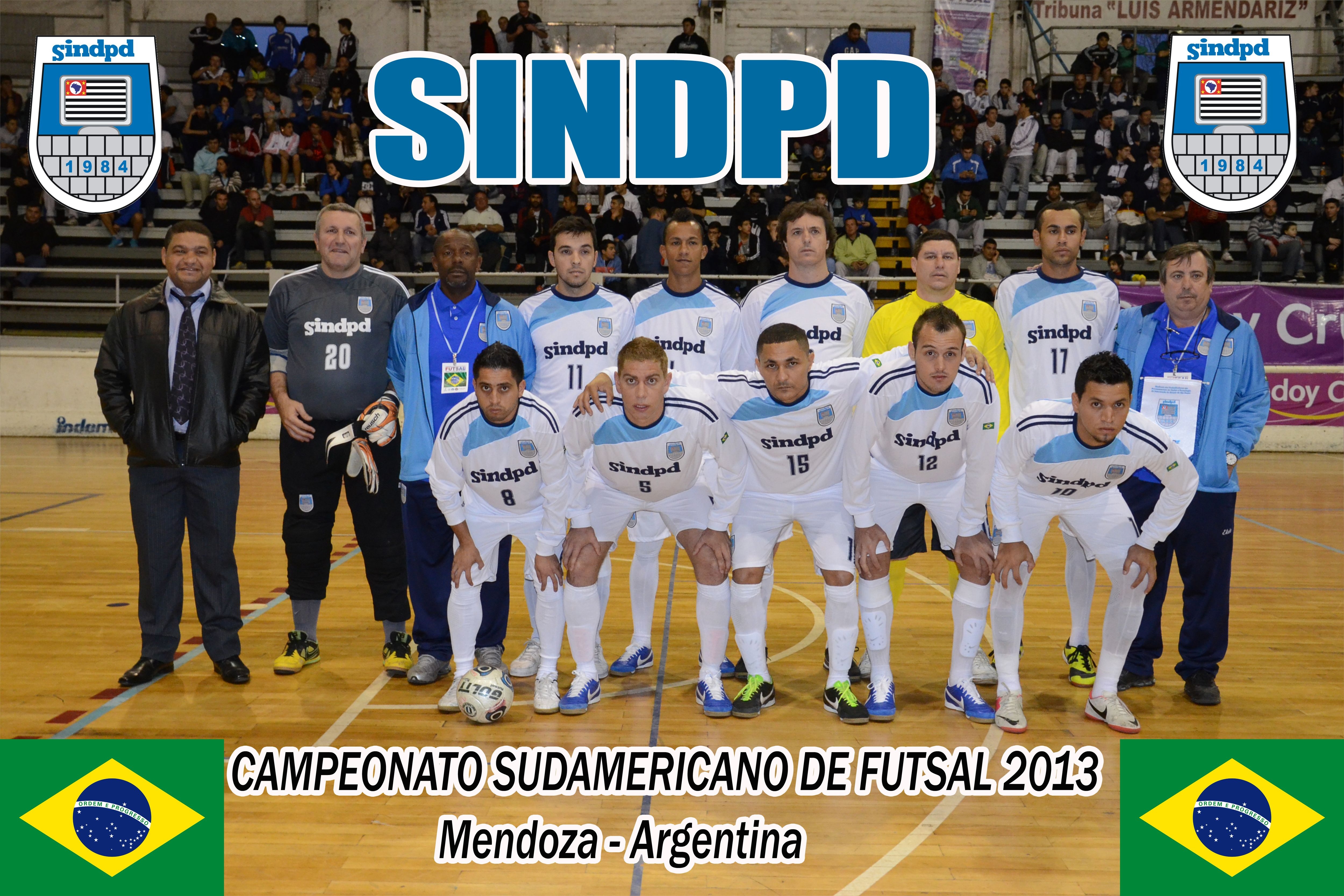
Sindpd no Sul-Americano de Clubes em 2013, na Argentina.

### Principal masculino
|           | Competição                              | Títulos | Temporadas        |
| --------- | --------------------------------------- | ------- | ----------------- |
| São Paulo | Copa SportAção de Futsal                | 2       | 2007 e 2008       |
| São Paulo | Campeonato Paulista de Futebol de Salão | 2       | 2012, 2013 e 2014 |
| São Paulo | Copa Kaizen de Futebol de Salão         | 1       | 2012              |
| Brasil    | Copa Brasil de Futebol de Salão         | 1       | 2015              |

### Principal feminino
|           | Competição                              | Títulos | Temporadas  |
| --------- | --------------------------------------- | ------- | ----------- |
| São Paulo | Copa SportAção de Futsal                | 1       | 2008        |
| São Paulo | Copa 20 anos                            | 1       | 2008        |
| São Paulo | Campeonato Paulista de Futebol de Salão | 2       | 2012 e 2013 |
| São Paulo | Copa Batalha de Futsal                  | 2       | 2012 e 2013 |

## Elenco atual

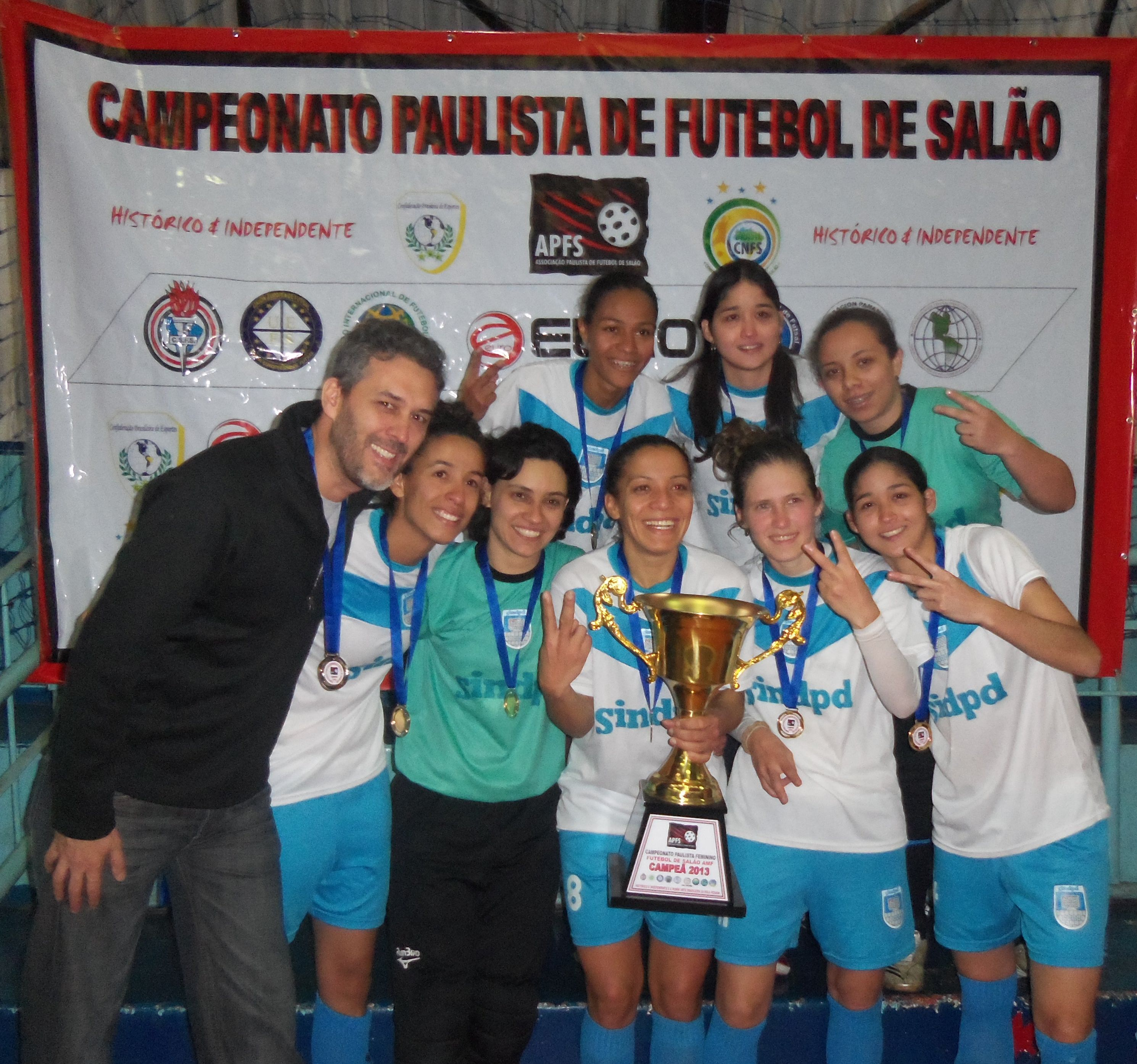
Equipe principal feminino do Sindpd, bicampeã paulista em 2013.

Última atualização: 19 de novembro de 2013.
Legenda
- : Capitão
- : Seleção Brasileira